# 朱英璜
朱英璜（1943年12月—），浙江余姚人，中国报业人物，曾任中国日报社总编辑、中国翻译协会副会长等职。

## 生平
1943年生于上海。1962年考入复旦大学英国语言文学系。后受1966年文化大革命影响，分配在一机部广州军垦农场上山下乡。1970年分配至山东省济南机床二厂大件连队当工人。1977年开始在山东师范学院外语系工作。
1981年调入新成立的中国日报社工作。1982年赴美国斯坦福大学大众传播系攻读报刊新闻专业，获硕士学位。1983年回国后，任《中国日报》评论部副主任兼评论撰稿人。1986年任《中国日报》编委会成员、副总编辑。1987年至1988年，参加了《香港特别行政区基本法》的中译英工作。1993年6月至2004年10月，任中国日报社总编辑。後担任第十届全国政协委员、外事委员会委员。